# 安省遊樂宮

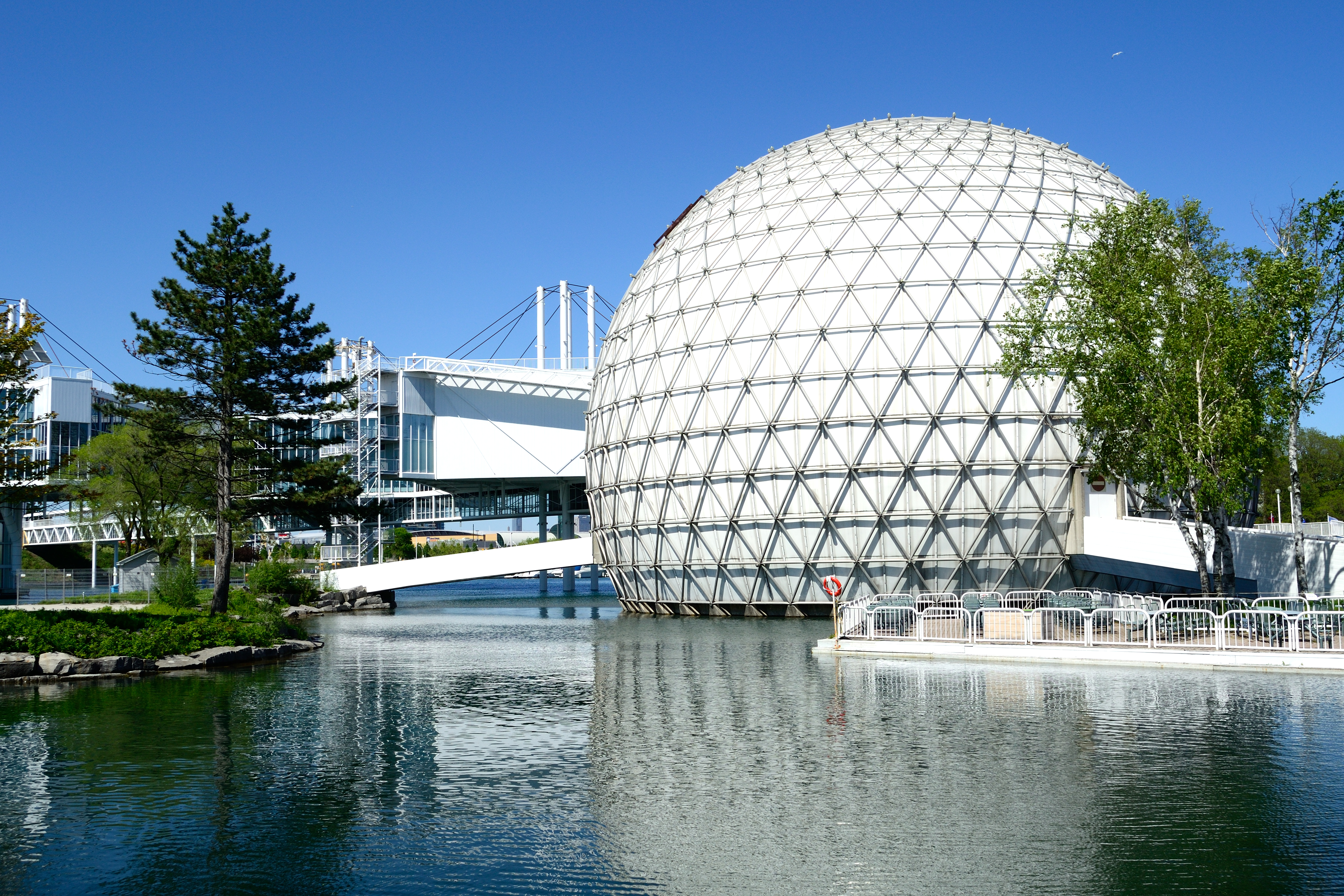
安省遊樂宮的IMAX影院

安省遊樂宮（英語：Ontario Place）是一座位於加拿大安大略省多倫多的多用途文娛設施，由安大略省政府擁有，並由安大略省旅遊及文化廳轄下的機構營運。場所建於三個座落安大略湖湖畔的人工島，位於多倫多市中心以西約4公里。場所內大部分設施—包括一座水上遊樂園—只限於每年的五月至十月營運，但場內的IMAX影院和私人娛樂及宴會場所則全年開放。
遊樂宮由建築師艾伯哈德·蒒德勒（Eberhard Zeidler）設計，耗資2900萬加元興建，1969年3月17日動工，1971年5月22日開幕，場內的球状影院（Cinesphere）是全球首座永久性IMAX影院的所在。遊樂宮首年度遊客量達250萬人次，但到了2010年代初期卻跌至每年30萬人次。
2012年2月1日，安大略省政府宣佈遊樂宮改建及翻新計劃。遊樂宮內大部分設施將被關閉，當中包括IMAX影院和水上樂園，預料每年將為省府節省2千萬元。戶外音樂場所莫爾森劇場（Molson Amphitheatre）、私人娛樂及宴會場所、遊艇碼頭和停車場則繼續對外開放。省府並邀請前安省進步保守黨黨魁莊德利領導一個顧問委員會來研究遊樂宮的重建方案。省府期望遊樂宮重建工程可於2017年或之前完工，以便慶祝加拿大立國150周年紀念，另外部分設施預定於2015年泛美運動會開幕前完成。委員會於同年8月向省政府提交報告，建議將該帶發展成多功能社區，加入住宅、商業、科研及教育、和文化娛樂等用途，並獲省府接納。

## 外部連結
- 安省遊樂宮網站 （页面存档备份，存于）